# Naheradweg
De Naheradweg (Nahefietsroute) is een langeafstandsfietsroute in Duitsland. De route volgt de Nahe van de bron tot de monding in de Rijn bij Bingen am Rhein. Het traject is bewegwijzerd in twee richtingen.

## Traject
De route begint in Selbach en gaat langs de bron van de Nahe bij Nohfelden. In Fischbach kan middels kan door aan te sluiten op de Radroute Nahe-Hunsrück-Mosel een verbinding worden gemaakt met de Moselradweg in Neumagen-Dhron. 
Als de route eindigt in Bingen am Rhein kan worden aangesloten op de EuroVelo EV4 Midden-Europaroute en de EuroVelo EV15 Rijnroute. Met de veerboot kan worden overgestoken naar Rüdesheim am Rhein waar kan worden aangesloten op de Hessischer Radfernweg R3.

## Aansluitingen met Europese routes
- In Bingen am Rhein kan worden aangesloten op de EuroVelo EV4 Midden-Europaroute.
- In Bingen am Rhein kan worden aangesloten op de EuroVelo EV15 Rijnroute.

## Aansluitingen met andere routes
- In Fischbach kan worden aangesloten op de Radroute Nahe-Hunsrück-Mosel. Deze route sluit in Neumagen-Dhron aan op de Moselradweg.
- In Bingen am Rhein kan met de veerboot worden overgestoken naar Rüdesheim am Rhein en kan worden aangesloten op de Hessischer Radfernweg R3.